# L’Île-Dorval
L’Île-Dorval – miasto w Kanadzie, w prowincji Quebec, w regionie Montreal. L’Île-Dorval obejmuje obszar wyspy Dorval, która należy do archipelagu Archipel d’Hochelaga. Między wyspą a Wyspą Montrealu istnieje sezonowe połączenie promowe.
W spisie ludności z 1991 miasto liczyło ledwie 3 zameldowanych mieszkańców, natomiast w 1996 już tylko 2, przez co było nie tylko najmniejszym pod względem liczby ludności w Quebecu, ale i w całej Kanadzie. Zarówno spis ludności z 2001 roku, jak i z 2006 roku wykazał liczbę mieszkańców zameldowanych na wyspie jako równą zeru. Jednocześnie spis z 2006 pokazuje, że w mieście znajdowało się w tym roku 59 mieszkań prywatnych, z czego jedno miało stałych mieszkańców.

## Przypisy

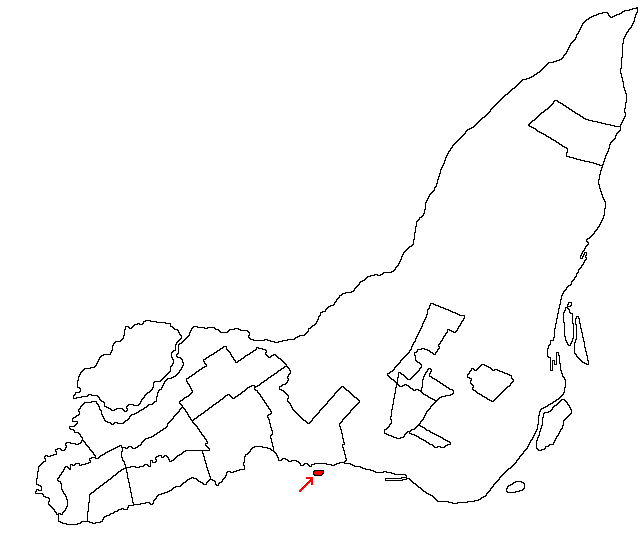
L’Île-Dorval na mapie wyspy Île de Montréal